# Маккензі-Кінг
Маккензі-Кінг (англ. Mackenzie King Island) — острів Канадського Арктичного архіпелагу. Орієнтовна площа острова становить 5048 км² (117-те місце у світі та 26-те у Канаді). Острів має протяжність 100 км та максимальну ширину 98 км.

## Географія
За 6 км на схід лежить острів Брок.

## Історія
Острів був відкритий Вільялмуром Стефансоном в 1915 році. Пізніше йому дали назву на честь прем'єр-міністра Канади Вільяма Лайона Маккензі Кінга.